# 御夫座WW
御夫座WW，又名BD+32 1324，HD 46052、SAO 59194、HR 2372，是御夫座的一颗恒星，视星等为5.87，位于銀經181.72，銀緯10.52，其B1900.0坐标为赤經6h 25m 55.6s，赤緯+32° 10.52′ 34″。